# Raimondo di Borgogna
Raimondo di Borgogna, Raimond in francese, Ramon in catalano, Ramón o Raimundo in spagnolo, Remón in aragonese e Raimundo in portoghese e in galiziano. Raimundus in latino (1059 circa – Grajal, 24 maggio 1107), fu governatore (col titolo di conte) del regno di Galizia, che includeva la contea del Portogallo dal 1093 al 1107.

## Origine
Raimondo fu il nono (quinto maschio) figlio del conte Palatino di Borgogna e conte de Mâcon Guglielmo I il Grande o l'Ardito (1024-12 novembre 1087), come conferma il documento n° 3615 del Recueil des chartes de l'abbaye de Cluny.Tome 4 (Wilelmus comes Burgundie cum voltate filiorum meorum Rainaldi et Raimundi) e della contessina Stefania di Borgogna (circa 1035-dopo il 1088), di cui non si conoscono con esattezza gli ascendenti.

Secondo il monaco e cronista normanno Guglielmo di Jumièges, autore della sua Historiæ Normannorum Scriptores Antiqui, Guglielmo I di Borgognera era il figlio primogenito del conte di Borgogna, Rinaldo I e di Adelaide o Alice di Normandia

Raimondo era fratello del conte di Borgogna Rinaldo II e di Stefano I, che fu reggente della contea dopo la morte del fratello, e infine dell'arcivescovo di Vienne Guido di Borgogna (circa 1060-1124), divenuto papa con il nome di Callisto II, con il quale promosse il pellegrinaggio del cammino di Santiago di Compostela.
Inoltre Raimondo viene citato nella Chronica Albrici Monachi Trium Fontium, come conte in Spagna (Raymundem in Hispania comitem) e fratello di Ugo (circa 1058 – 1103),arcivescovo di Besançon(Hugo factus est Bisuntinensis archiepiscopus).

In marrone chiaro la contea di Borgogna alla fine dell'XI secolo.

## Biografia
Raimondo giunse in Leon, dopo aver abbandonato l'assedio di Tudela, assieme ai cugini, Oddone futuro duca di Borgogna ed Enrico di Borgogna, che avevano accolto l'invito dell'abate di Cluny che invitava alla guerra santa contro i Mori, dopo che l'emiro degli Almoravidi, Yūsuf ibn Tāshfīn aveva sconfitto il re di León e Castiglia, Alfonso VI, nella battaglia di al-Zallaqa del 1086.
Nell'estate del 1087, Alfonso VI, dopo averli invitato a corte, secondo lo storico medievalista statunitense, Bernard F. Reilly,promi se a Raimondo la mano di Urraca (circa 1080- 1126), secondo il Chronicon regum Legionensium, figlia del re Alfonso VI e della sua seconda moglie, Costanza di Borgogna (circa 1046-1093), figlia del duca di Borgogna Roberto I e di Hélie de Samur, quindi la zia di Oddone ed Enrico, a cui fu promessa la mano di Teresa, figlia naturale di Alfonso VI.
Secondo Reilly, Raimondo aveva ricevuto da Alfonso VI (col titolo di conte) il governo del regno di Galizia (il documento n° V della Apendice della HISTORIA DE LA SANTtA IGLESIA DE SANTIAGO DE COMPOSTELA, tomo III, cita Raimondo, come governatore della Galizia -Comes dominus Ramundus Imperans Gallicia sub gratia Imperatoris Ildefonsi-), mentre aveva concesso, in sottordine a Raimondo, come riporta lo storico Rafael Altamira la contea di Portogallo (a sud del fiume Miño) a Enrico di Borgogna, futuro marito di Teresa, figlia naturale di Alfonso VI] e sorellastra di Urraca, che governò la contea, praticamente in autonomia dalla Galizia, difendendola dagli attacchi dei Mori.
Tra il 1º maggio 1092 e il gennaio 1093 Raimondo sposò Urraca, divenendo così genero del re , divenendo così genero del re; nel documento, n° 116, inerente una donazione (non consultato) del cartulario del Monasterio de San Salvador de Oña Urraca viene citata come figlia di Alfonso VI e moglie di Raimondo (Urraca regis filia et Reimundi comiti uxor) e nella Colección diplomatica de San Salvador de Oña 822-1284, Tomo I 822-1214.
Secondo Reilly, tra il 1094 ed il 1095, Raimondo ed Enrico avevano fatto un patto che prevedeva che alla morte di Alfonso VI, Raimondo avrebbe ottenuto tutti i domini di Alfonso VI e avrebbe ceduto ad Enrico il regno di Galizia e parte della taifa di Toledo, in quanto Raimondo era stato nominato governatore della città di Toledo. Ma le cose poi andarono diversamente: Raimondo nel 1107 premorì ad Alfonso, che quando a sua volta morì, nel 1109, lasciò unica erede la figlia Urraca, deludendo Enrico che si aspettava il regno di Galizia.
Nel 1098, Alfonso VI nominò Raimondo conte di Grajal.
Nel 1097 il fratello di Raimondo, il conte di Borgogna Rinaldo II, era morto, secondo Alberto di Aquisgrana, nella prima crociata (1096-1099) all'età di 41 anni, nei pressi di Antiochia, dove venne sepolto.Un secondo fratello, reggente della contea di Borgogna, Stefano I, era morto nella crociata del 1101 all'età di 37 anni, dopo la seconda Battaglia di Ramla del 1102, ancora secondo Alberto di Aquisgrana, decapitato assieme a Stefano di Blois dopo essere stato catturato dai Saraceni a Ramla.
Ancora secondo Reilly Raimondo e Urraca, dal 1102, si erano ritirati a vivere nel castello di Grajal.

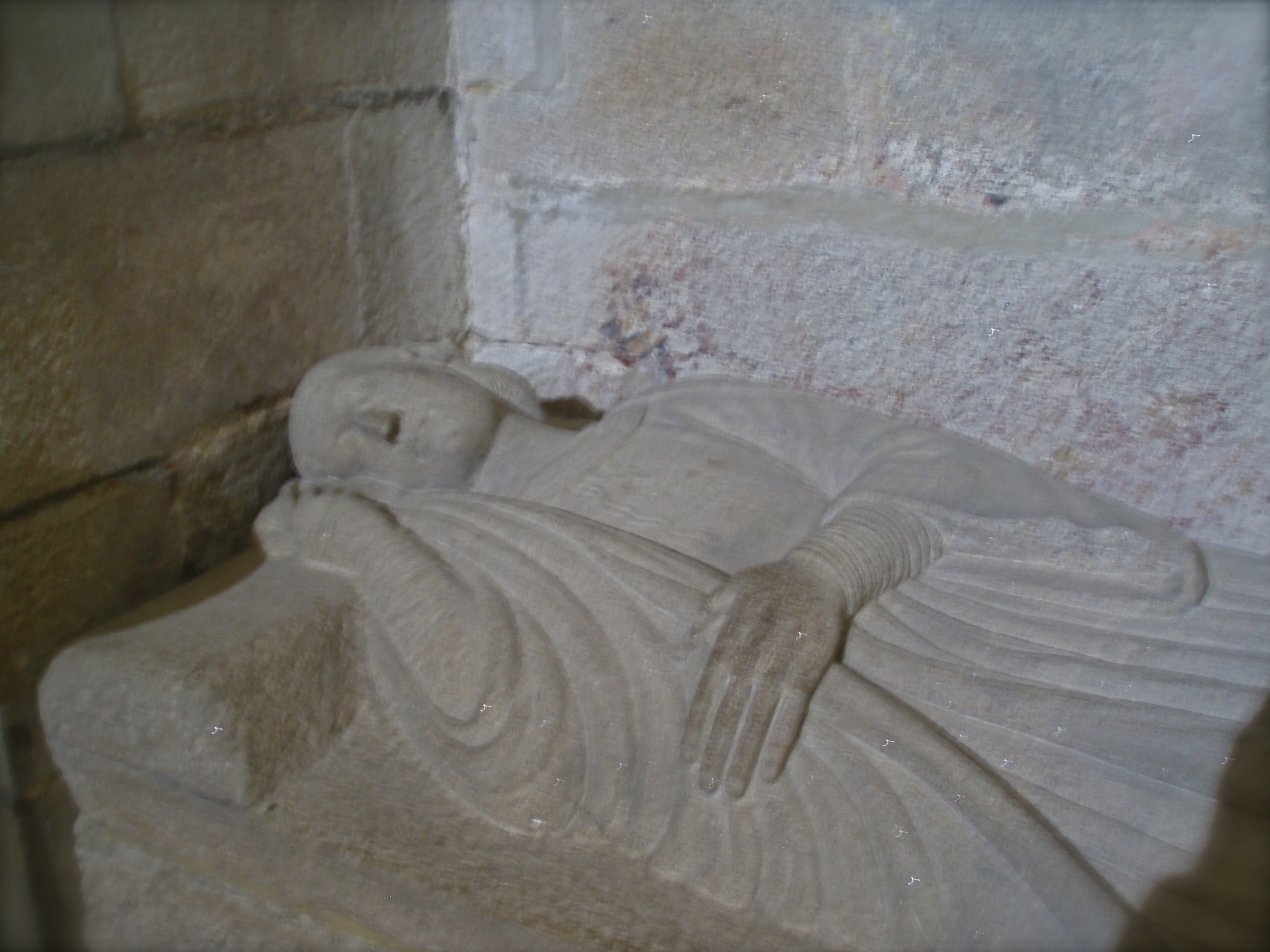
Il sepolcro del conte Raimondo di Borgogna, nella cattedrale di Santiago di Compostela.

Raimondo., secondo il Diccionario biográfico español, Real Academia de la Historia, si ammalò a Zamora, nel 1106

La morte di Raimondo, all'età di 48 anni, avvenne l'anno seguente, nel castello di Grajal e fu inumato a Santiago di Compostela, nella cattedrale di San Giacomo.
La sua vedova Urraca divenuta regina di León e Castiglia, nel 1109, fu spinta dai nobili castigliani, a sposare il re di Aragona e Navarra, Alfonso I il Battagliero.
Nel 1119 suo fratello Guido di Borgogna eletto papa con il nome di Callisto II, come riporta il Series episcoporum Viennensium appoggiò il figlio di Raimondo, Alfonso come re di Galizia contro la madre Urraca; promosse Santiago di Compostela a sede arcivescovile e compose il Codex calixtinus per assicurare la devozione all'apostolo Giacomo il Maggiore e la promozione del pellegrinaggio alla tomba del santo, così come avevano prefigurato con il fratello Raimondo.

## Discendenza
Raimondo da Urraca ebbe due figli, come conferma la Chronica Albrici Monachi Trium Fontium:
- Sancha Raimundez (prima dell'11 novembre 1095 [29] - 28 febbraio 1159, secondo il Diccionario biográfico español, Real Academia de la Historia[30]).
Sancha compare in diversi documenti di donazioni a varie chiese (tra cui due al monastero di Cluny[31][32]), prima con la madre Urraca e poi con il fratello, Alfonso Raimundez, che affiancò nella conduzione del regno[30]. Fondò, nel 1147, la chiesa di Spina a Valladolid[30].
Sopravvisse al fratello, Alfonso VII, due anni e fu sepolta nella Real Basílica di Sant'Isidoro a León[30].
- Alfonso Raimundez (1105[33] o 1106, secondo gli Annali toledani[34][35] - 21 agosto 1157) re di Galizia e re di León e Castiglia.

## Ascendenza
|                         |   |                          | Genitori                |  |  | Nonni |  |  | Bisnonni                       |  |  | Trisnonni            |  |
|                         |   |                          |                         |  |  |       |  |  | Ottone I Guglielmo di Borgogna |  |  | Adalberto II d'Ivrea |  |
|                         |   |                          |                         |  |  |       |  |  | Ottone I Guglielmo di Borgogna |  |  | Adalberto II d'Ivrea |  |
|                         |   | Gerberga di Châlon       |                         |  |  |       |  |  | Ottone I Guglielmo di Borgogna |  |  |                      |  |
| Rinaldo I di Borgogna   |   |                          |                         |  |  |       |  |  | Ottone I Guglielmo di Borgogna |  |  |                      |  |
|                         |   | Ermentrude di Roucy      | Rinaldo di Coucy        |  |  |       |  |  |                                |  |  |                      |  |
|                         |   | Ermentrude di Roucy      | Rinaldo di Coucy        |  |  |       |  |  |                                |  |  |                      |  |
|                         |   | Ermentrude di Roucy      | Alberada di Lotaringia  |  |  |       |  |  |                                |  |  |                      |  |
| Guglielmo I di Borgogna |   | Ermentrude di Roucy      |                         |  |  |       |  |  |                                |  |  |                      |  |
|                         |   | Riccardo II di Normandia | Riccardo I di Normandia |  |  |       |  |  |                                |  |  |                      |  |
|                         |   | Riccardo II di Normandia | Riccardo I di Normandia |  |  |       |  |  |                                |  |  |                      |  |
|                         |   | Riccardo II di Normandia | Gunnora di Normandia    |  |  |       |  |  |                                |  |  |                      |  |
| Alice di Normandia      |   | Riccardo II di Normandia |                         |  |  |       |  |  |                                |  |  |                      |  |
|                         |   | Giuditta di Bretagna     | Conan I di Bretagna     |  |  |       |  |  |                                |  |  |                      |  |
|                         |   | Giuditta di Bretagna     | Conan I di Bretagna     |  |  |       |  |  |                                |  |  |                      |  |
|                         |   | Giuditta di Bretagna     | Ermengarda d'Angiò      |  |  |       |  |  |                                |  |  |                      |  |
| Raimondo di Borgogna    |   | Giuditta di Bretagna     |                         |  |  |       |  |  |                                |  |  |                      |  |
|                         | … | …                        |                         |  |  |       |  |  |                                |  |  |                      |  |
|                         | … | …                        |                         |  |  |       |  |  |                                |  |  |                      |  |
|                         | … | …                        |                         |  |  |       |  |  |                                |  |  |                      |  |
| Adalberto III di Longwy | … |                          |                         |  |  |       |  |  |                                |  |  |                      |  |
|                         |   | …                        | …                       |  |  |       |  |  |                                |  |  |                      |  |
|                         |   | …                        | …                       |  |  |       |  |  |                                |  |  |                      |  |
|                         |   | …                        | …                       |  |  |       |  |  |                                |  |  |                      |  |
| Stefania di Vienne      |   | …                        |                         |  |  |       |  |  |                                |  |  |                      |  |
|                         |   | …                        | …                       |  |  |       |  |  |                                |  |  |                      |  |
|                         |   | …                        | …                       |  |  |       |  |  |                                |  |  |                      |  |
|                         |   | …                        | …                       |  |  |       |  |  |                                |  |  |                      |  |
| Clemenza di Foix        |   | …                        |                         |  |  |       |  |  |                                |  |  |                      |  |
|                         |   | …                        | …                       |  |  |       |  |  |                                |  |  |                      |  |
|                         |   | …                        | …                       |  |  |       |  |  |                                |  |  |                      |  |
|                         |   | …                        | …                       |  |  |       |  |  |                                |  |  |                      |  |
|                         |   | …                        |                         |  |  |       |  |  |                                |  |  |                      |  |

### Fonti primarie
- (LA)  Monumenta Germaniae Historica, Scriptores, tomus IX.
- (LA)  Monumenta Germaniae Historica, Scriptores, tomus XXIII.
- (LA)  Monumenta Germaniae Historica, Scriptores, tomus XXIV.
- (LA)  Recueil des historiens des Gaules et de la France. Tome 11.
- (LA)  Recueil des historiens des Gaules et de la France. Tome 12.
- (LA)  Chroniques des Comtes d´Anjou et des Seigneurs d´Amboise (Paris).
- (LA)  Recueil des chartes de l'abbaye de Cluny. Tome 4 .
- (LA)  Recueil des chartes de l'abbaye de Cluny.Tome 5
- (LA)  Chronique de l'abbaye de Saint-Bénigne de Dijon.
- (LA)  ALBERT OF AIX, HISTORIA HIEROSOLYMITANAE EXPEDITIONIS.
- (LA)  Histoire de l'abbaye royale et de la ville de Tournus, avec les preuves.
- (LA)  Historia de los reyes de Castilla y de Leon, Volume 1
- (LA)  #ES cartulario del Monasterio de San Salvador de Oña.
- (LA)  Colección diplomatica de San Salvador de Oña 822-1284, Tomo I.
- (LA)  #ES España sagrada, Volume 23.
- (LA)  #ES Historia de la Santa Iglesia de Santiago de Compostela (Santiago), Tomo III.
- (EN)  The World of El Cid: Chronicles of the Spanish Reconquest, Chronicon regum Legionensium

### Letteratura storiografica
- Rafael Altamira, La Spagna (1031-1248), in "Storia del mondo medievale", vol. V, 1999, pp. 865–896.
- Ermelindo Portela Del Carmen Pallares, La reina Urraca, Donostia-San Sebastian 2006.
- Edgar Prestage, Il Portogallo nel medioevo, in «Storia del mondo medievale», vol. VII, 1999, pp. 576–610.
- (ES)  Pérez, J., Romualdo Escalona, F. (1782) Historia del real monasterio de Sahagun.
- (FR)  CHEVRIER G. et CHAUME M., Chartes et documents de Saint-Bénigne de Dijon : prieurés et dépendances, des origines à 1300. Tome 2.
- (EN)  The Kingdom of León-Castilla under King Alfonso VI
- (EN)  The Kingdom of León-Castilla under Queen Urraca
- (EN)  Chronica Adefonsi Imperatoris